# Relaciones Alemania-Andorra
Las relaciones Andorra-Alemania son las relaciones diplomáticas entre Andorra y Alemania.
Las relaciones entre Andorra y Alemania son amistosas y sin problemas. Ambos países son miembros de la Organización para la Seguridad y la Cooperación en Europa (OSCE), el Consejo de Europa y las Naciones Unidas.
La embajada andorrana en Bruselas también es responsable para Alemania. La Embajada de Alemania en Madrid también es responsable de Andorra. La asistencia consular es provista por el Consulado General en Barcelona. Además, un Cónsul Honorario alemán trabaja en Andorra la Vieja.

## Historia
En la Primera Guerra Mundial  Andorra declaró la guerra a Alemania y con la que estuvo hasta el 25 de septiembre de 1939, cuando firmó un tratado de paz con Alemania, con el cual todavía estaba bajo el derecho internacional en el estado de guerra debido al no firma del Tratado de Versalles desde la Primera Guerra Mundial. Esto contribuyó a la Segunda Guerra Mundial de Andorra preservando su neutralidad. Alemania fue el cuarto estado en 1994 en reconocer a Andorra como soberano e independiente después de la adopción de la nueva constitución de 1993.